# 隆昌寺
隆昌寺位于江苏镇江句容宝华山，距离南京城东中山门23公里。始建于南朝梁天监元年（502年），初名宝志公庵。曾名千华寺、千华社，明万历33年（公元1605年）明神宗赐“护国圣化隆昌寺”额，遂名“隆昌寺”。清康熙帝南巡，賜名「慧居寺」。入民國後，1931年在考試院院長戴傳賢建議下恢復隆昌寺之名。
隆昌寺历史上为佛教律宗祖庭，称为“律宗第一名山”。
1983年，隆昌寺被定为汉族地区全国重点寺院之一。

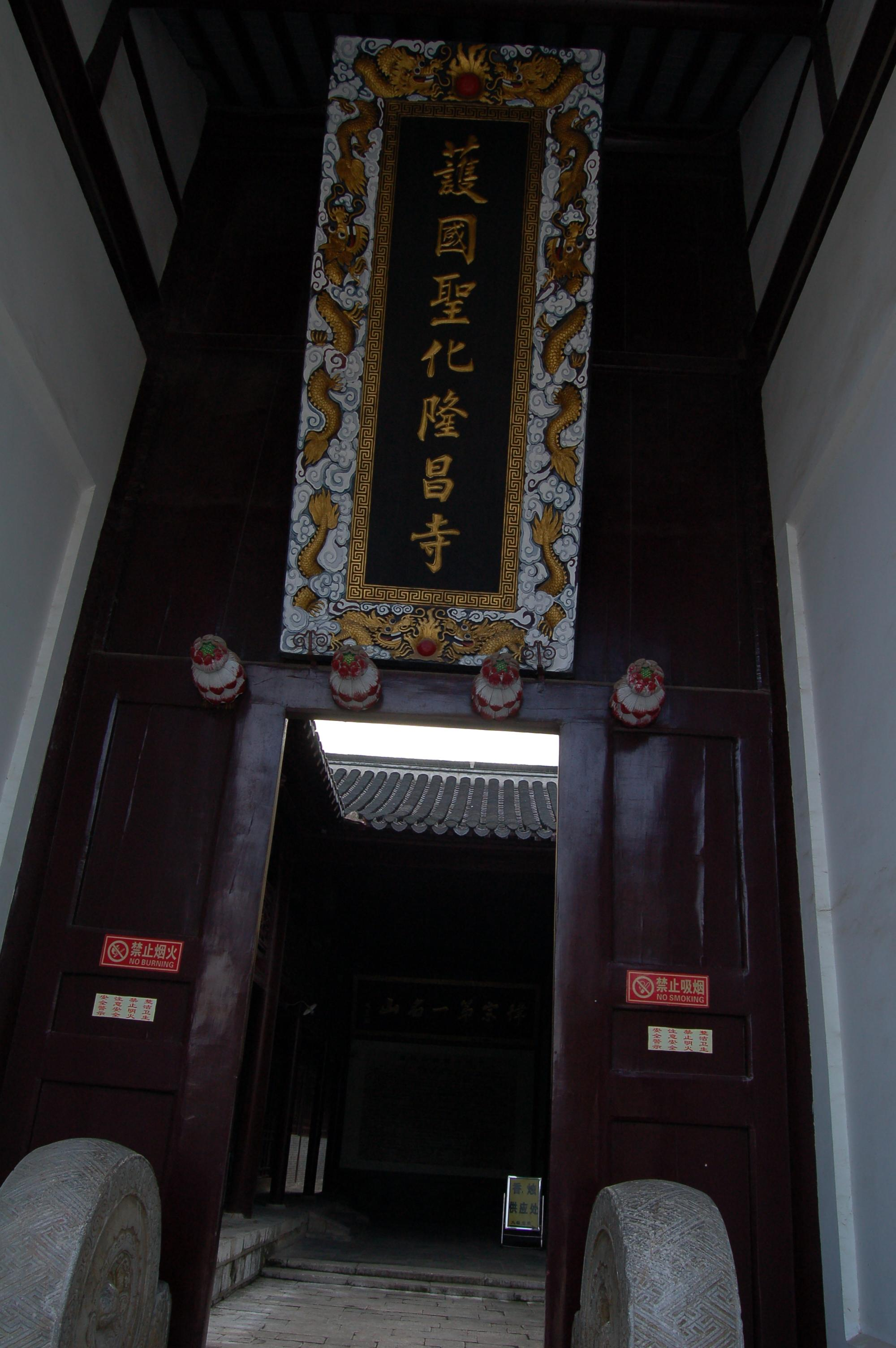
隆昌寺寺门
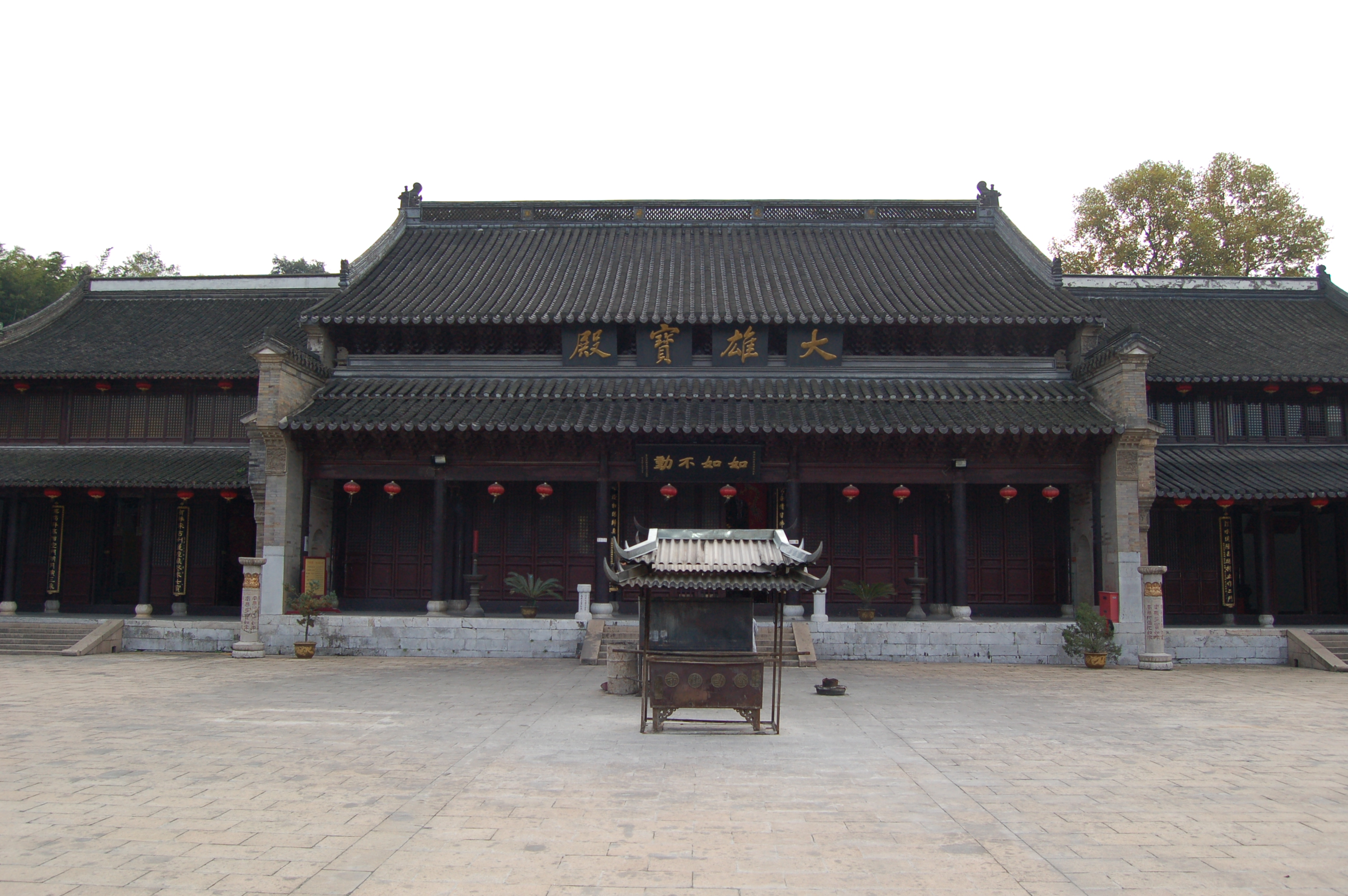
隆昌寺大雄宝殿
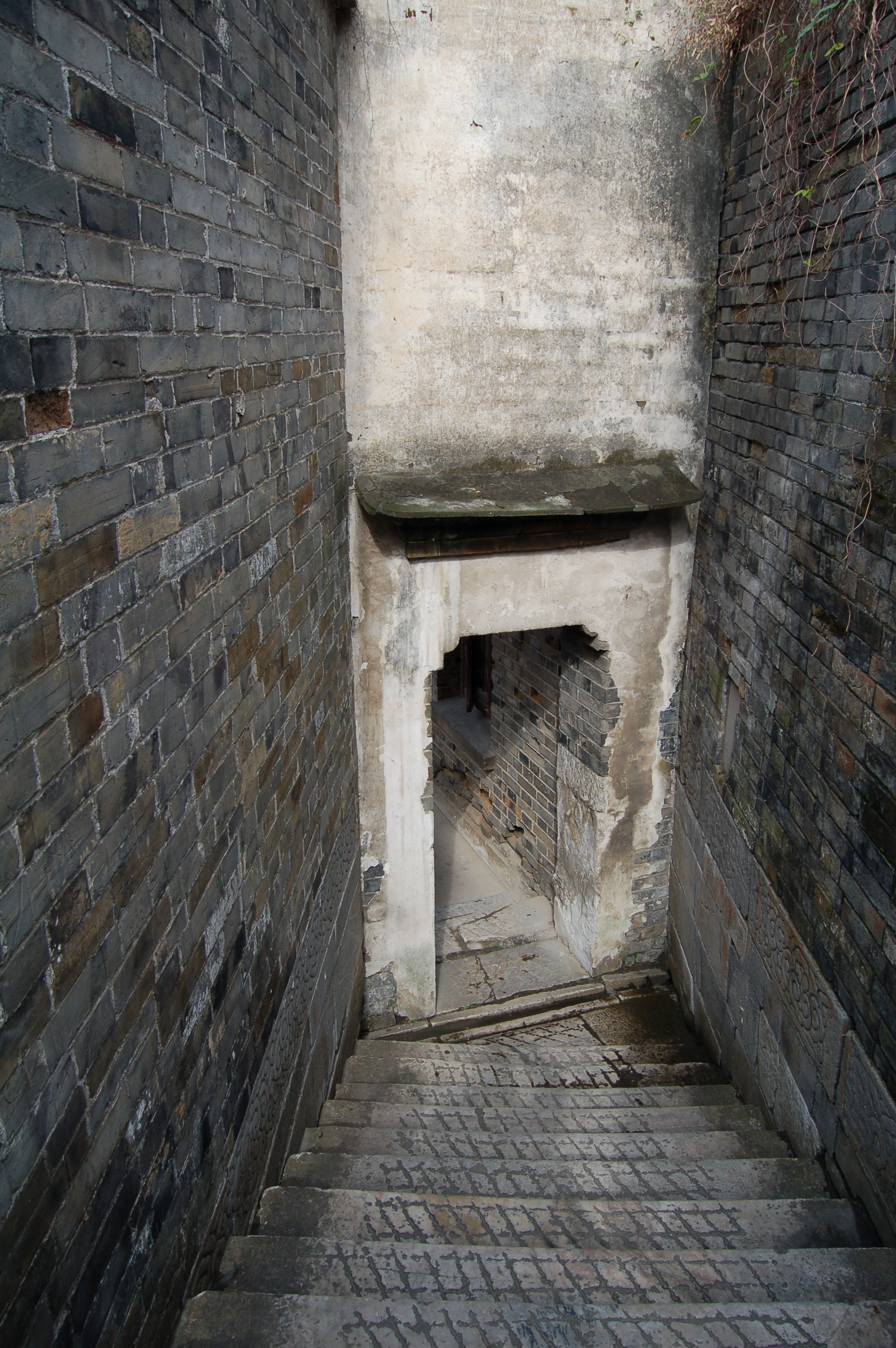
隆昌寺内小巷
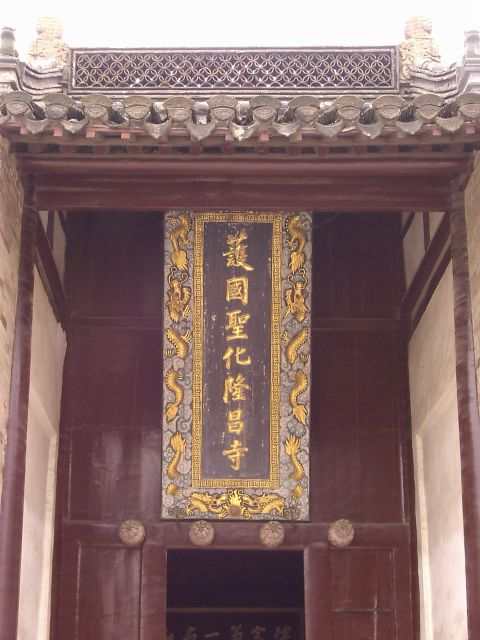
明神宗所赐匾额